# Тредэвэй, Гарри
Га́рри Джон Нью́ман Тре́дэвэй (англ. Harry John Newman Treadaway, род. 10 сентября 1984, Эксетер, Девоншир, Англия) — английский актёр. Наиболее известен по роли доктора Виктора Франкенштейна в телесериале «Страшные сказки».

## Ранняя жизнь
Тредэвэй родился в Королевском госпитале Девона и Эксетера (англ. Royal Devon and Exeter Hospital) и воспитывался в деревне Сэндфорд, возле городка Кредитон в графстве Девоне. Его отец — архитектор, а мать — учительница начальной школы. У него есть два брата: старший брат художник Сэм (англ. Sam) и брат-близнец Люк, который старше на несколько минут.
Гарри и его брат-близнец Люк ходили в общественный колледж королевы Елизаветы (англ. Queen Elizabeth's Community College) в Кредитоне, где они играли в регби. Вдохновленные Эдди Веддером и при поддержке своего учителя актёрского мастерства из средней школы Фила Гассона (англ. Phil Gasson), близнецы сформировали группу под названием Lizardsun с Мэттом Конингэмом (англ. Matt Conyngham) и Сетом Кэмпбеллом (англ. Seth Campbell). Кроме того они оба поступили в Национальный молодёжный театр (англ. National Youth Theatre). Он окончил Лондонскую академию музыкального и драматического искусства.

## Личная жизнь
Тредэвэй одно время жил в квартире в Северном Лондоне с братом-близнецом Люком, девушкой Люка актрисой Рутой Гедминтас и другом, который играет в группе.
С 2015 года состоит в отношениях с актрисой Холлидей Грейнджер. В мае 2021 года у них родились близнецы.

## Фильмография
| Год     | Название на русском                       | Название на английском          | Роль                | Примечания      |
| ------- | ----------------------------------------- | ------------------------------- | ------------------- | --------------- |
| 2005    | Братья Рок-н-Ролл                         | Brothers of the Head            | Том Хоув            |                 |
| 2006    | Мисс Марпл Агаты Кристи: Забытое убийство | Marple: Sleeping Murder         | Джордж Эрскин       | ТВ фильм        |
| 2006    | После смерти                              | Afterlife                       | Лиам                | 1 эпизод        |
| 2007    | Возвращение                               | Recovery                        | Дин Гамильтон       | ТВ фильм        |
| 2007    | Контроль                                  | Control                         | Стивен Моррис       |                 |
| 2007    | Медоуленд                                 | Cape Wrath                      | Марк Броган         | 8 эпизодов      |
| 2008    | Люблю тебя сильнее                        | Love You More                   | Питер               | Короткометражка |
| 2008    | Пропавший                                 | The Disappeared                 | Мэттью Райан        |                 |
| 2008    | Город Эмбер: Побег                        | City of Ember                   | Дун Харроу          |                 |
| 2008    |                                           | The Shooting of Thomas Hurndall | Билли               | ТВ фильм        |
| 2009    | Аквариум                                  | Fish Tank                       | Билли               |                 |
| 2010    | Кровь пеликана                            | Pelican Blood                   | Никко               |                 |
| 2011    | Ночной дозор                              | The Night Watch                 | Дункан Пирс         | ТВ фильм        |
| 2011    | Укрытие                                   | Hideaways                       | Джеймс Ферлонг      |                 |
| 2011    | Альбатрос                                 | Albatross                       | Джейк               |                 |
| 2012    | Кокни против зомби                        | Cockneys vs Zombies             | Энди Макгир         |                 |
| 2012    | Полет аистов                              | Flight of the Storks            | Джонатан Энселми    | Мини-сериал     |
| 2013    | Одинокий рейнджер                         | The Lone Ranger                 | Фрэнк               |                 |
| 2013    | Дальнобойщики                             | Truckers                        | Глен Дэвис          |                 |
| 2014    | Медовый месяц                             | Honeymoon                       | Пол                 |                 |
| 2014–16 | Страшные сказки                           | Penny Dreadful                  | Виктор Франкенштейн | Постоянная роль |
| 2017–18 | Мистер Мерседес                           | Mr. Mercedes                    | Брейди Хартсфилд    | Постоянная роль |
| 2018    | Опасный бизнес                            | Gringo                          | Майлз               |                 |
| 2019    | Корона                                    | The Crown                       | Родди Ллевеллин     | Постоянная роль |
| 2019    | Звёздный путь: Пикар                      | Star Trek: Picard               | Нарек               | Постоянная роль |